# Plecoptera lacinia
Plecoptera lacinia là một loài bướm đêm trong họ Erebidae.